# Ut unum sint
Ut unum sint (Que siguen un) és una encíclica publicada el 25 de maig de 1995, redactada per Joan Pau II, on es tracta sobre la unitat dels cristians, tema al qual se li va donar especial importància al Concili Vaticà II. Va ser una de les 14 encícliques emeses per Joan Pau II. El cardenal diaca Georges Cottier, Mestre del Sagrat Palau Apostòlic, amb el títol de l'Església de Santi Domenico i Sisto, la qual és l'església universitària de la Universitat Pontifícia de Sant Tomàs d'Aquino (Angelicum), va influir en l'esborrany de la encíclica.
Com moltes encícliques, el títol deriva del seu íncipit o primeres paraules, que són preses de la pregària de Jesús en la traducció de la Vulgata de l'evangeli segons Sant Joan. Tracta de les relacions de l'Església catòlica amb l'Església ortodoxa i altres comunitats eclesials cristianes. Aquest document va reiterar que la unitat d'aquestes dues esglésies «sui iuris» és essencial, així com un diàleg i unitat més gran amb les comunitats protestants. Aquest document demostra la postura oficial de l'Església Catòlica cap a la unitat. S'ha convertit en matèria d'estudi comú a classes d'ecumenisme.
El paràgraf 9 resumeix el lloc de la unitat cristiana en el pensament de l'Església:
| « | Credere in Christum idem valet ac unitatem velle; unitatem velle idem valet ac Ecclesiam velle; Ecclesiam velle idem valet ac communionem gratiae velle, quae ex omni aeternitate Patris consilio respondet. Ecce deprecationis Christi significatio: «Ut unum sint». | » |

| « | Creure en Crist és el mateix que desitjar la unitat; Desitjar la unitat és el mateix que desitjar l'Església; Desitjar l'Església és el mateix que desitjar la comunió de gràcia, que correspon al projecte del Pare des de tota l'eternitat. Mireu el sentit de la súplica de Crist: "Que siguen un". | » |

Al paràgraf 54 el Papa va escriure:
| « | ...l'Església ha de respirar amb els seus dos pulmons!... | » |

Al paràgraf 79 s'assenyalen cinc temes importants per a una comprensió «més clara» que portarà la unitat:
| « | - Inter Sacram Scripturam ratio, quae summa auctoritate de fide pollet, et sacram Traditionem, quae est omnino necessaria ad Dei verbum explicandum; - Eucharistia, sacramentum Corporis et Sanguinis Christi, ad Patris laudem oblatio, memoriale sacrificii et realis Christi praesentia, Spiritus Sancti sanctificans effusio; - Ordinatio, veluti sacramentum, ad triplex ministerium, episcopatum scilicet, presbyteratum et diaconatum; - Ecclesiae Magisterium, Summo Pontifici demandatum Episcopisque cum eo coniunctis, intellectum tamquam officium et auctoritas Christi nomine fidei tradendae servandaeque gratia; - Virgo Maria, Dei Mater et Ecclesiae Icon, spiritalis Mater quae pro Christi discipulis intercedit et pro cuncta humanitate. | » |

| « | - La relació entre la Sagrada Escriptura, com la més alta autoritat en matèria de fe, i la Sagrada Tradició, com a indispensables per a la interpretació de la Paraula de Déu; - L'Eucaristia com el sagrament del Cos i la Sang de Crist, una ofrena de lloança al Pare, el sacrifici commemoratiu i la Reial Presència de Crist i el vessament santificant de l'Esperit Sant; - L'ordenació com a sagrament per al triple ministeri de l'episcopat, presbiterat i diaconat; - El Magisteri de l'Església, confiat al Papa i als bisbes en comunió amb ell, entès com una responsabilitat i una autoritat exercida en el nom de Crist per ensenyar i salvaguardar la fe; - La Mare de Déu, com a Mare de Déu i icona de l'Església, la mare espiritual que intercedeix pels deixebles de Crist i per tota la humanitat. | » |

## Estructura
- Introducció
- Capítol I: El compromís ecumènic de l'Església Catòlica
  - El designi de Déu i la comunió
  - El camí ecumènic: camí de l'Església
  - Renovació i conversió
  - Importància fonamental de la doctrina
  - Primacia de l'oració
  - Diàleg ecumènic
  - Estructures locals de diàleg
  - Diàleg com a examen de consciència
  - Diàleg per resoldre les divergències
  - La col·laboració pràctica

- Capítol II: Fruits del diàleg
  - La fraternitat retrobada
  - La solidaritat al servei de la humanitat
  - Convergències en la paraula de Déu i en el culte diví
  - Apreciar els béns presents als altres cristians
  - Creixement de la comunió
  - El diàleg amb les Esglésies d'Orient
  - Esglésies germanes
  - Progressos del diàleg
  - Relacions amb les antigues Esglésies d'Orient
  - Diàleg amb les altres Esglésies i Comunitats eclesials a Occident
  - Relacions eclesials
  - Col·laboracions realitzades

- Capítol III: Quanta est nobis via?
  - Continuar intensificant el diàleg
  - Acolliment dels resultats aconseguits
  - Continuar l'ecumenisme espiritual i testimoniar la santedat
  - Aportació de l'Església catòlica a la recerca de la unitat dels cristians
  - El ministeri d'unitat del Bisbe de Roma
  - La comunió de totes les esglésies particulars amb l'Església de Roma: condició necessària per a la unitat
  - Plena unitat i evangelització

- Exhortació

| « | Adhortamur igitur Nostros in episcopatu Fratres ut prorsus in hanc intendant se curam. Duo Codices Iuris Canonici in onera ascribunt episcopi onus etiam unitatem fovendi omnium christianorum, omnem sustinendo operam aut inceptum ad illam provehendam ex conscientia Ecclesiae hoc esse faciendum ob Christi ipsam voluntatem (Cfr. Codex Iuris Canonici, can. 755; Codex Canonum Ecclesiarum Orientalium, can. 902). Pars est id muneris episcopalis et officium est directo proficiscens a fidelitate erga Christum, Ecclesiae Pastorem. Omnes fideles, tamen, a Spiritu Dei invitantur, ut quae fieri possunt faciant, quo fortiora evadant communionis vincula inter omnes christianos, et discipulorum Christi crescat cooperatio: “Ad totam Ecclesiam sollicitudo unionis instaurandae spectat, tam ad fideles quam ad pastores, et unumquemque secundum propriam virtutem afficit” (Unitatis Redintegratio, 5). | » |

| « | Per tant, exhorto els meus germans de l'episcopat a ser especialment conscients d'aquest compromís. Els dos Codis de Dret Canònic inclouen entre les responsabilitats del Bisbe la de promoure la unitat de tots els cristians donant suport a totes les activitats o iniciatives que es duguin a terme amb aquesta finalitat, en la consciència que l'Església té aquesta obligació per la voluntat del mateix Crist. Això forma part de la missió episcopal i és un deure que deriva directament de la fidelitat a Crist, Pastor de l'Església. En efecte, l'Esperit de Déu demana a tots els fidels que facin tot el possible per enfortir els llaços de comunió entre tots els cristians i per augmentar la cooperació entre els seguidors de Crist: «La preocupació per restaurar la unitat és de tota l'Església, fidels i clergues. S'estén a tothom segons el potencial de cadascú. | » |